# Liste der Baudenkmäler in Kirchenthumbach
Auf dieser Seite sind die Baudenkmäler in dem Oberpfälzer Markt Kirchenthumbach zusammengestellt. Diese Tabelle ist eine Teilliste der Liste der Baudenkmäler in Bayern. Grundlage ist die Bayerische Denkmalliste, die auf Basis des Bayerischen Denkmalschutzgesetzes vom 1. Oktober 1973 erstmals erstellt wurde und seither durch das Bayerische Landesamt für Denkmalpflege geführt wird. Die folgenden Angaben ersetzen nicht die rechtsverbindliche Auskunft der Denkmalschutzbehörde.

## Baudenkmäler nach Ortsteilen

### Kirchenthumbach
| Lage                            | Objekt                                                  | Beschreibung | Akten-Nr.              | Bild |
| ------------------------------- | ------------------------------------------------------- | --- | ---------------------- | ---- |
| Auerbacher Straße (Standort)    | Wegkreuz                                                | Gusseisenkruzifix auf obeliskartiger Sandsteinstele, zweite Hälfte 19. Jahrhundert | D-3-74-129-64 Wikidata | BW   |
| Auerbacher Straße 14 (Standort) | Brauhaus Heberbräu                                      | zweigeschossiger Satteldachbau, 1902 nach Plänen der Fa. Steinecker, Freising, mit erhaltener Brautechnik | D-3-74-129-66          | BW   |
| Burgring 11 (Standort)          | Wohnhaus                                                | Zweigeschossiger Walmdachbau mit Segmentbogenfenstern, Sandsteinquader, nach 1871, im Kern barock, Keller mittelalterlich | D-3-74-129-1 Wikidata  | BW   |
| Kapellenstraße 1 (Standort)     | Friedhofsmauer                                          | Sandsteinquader, nach Süden Eingang mit barocker Volutenrahmung, wohl 18./19. Jahrhundert | D-3-74-129-49 Wikidata | BW   |
| Kapellenstraße 1 (Standort)     | Kriegerdenkmal für die Gefallenen des Ersten Weltkriegs | Relief Darstellung des Auferstandenen mit Kriegern; auf Spiralsäule mit Postament, Gussstein, 1923 | D-3-74-129-10 Wikidata | BW   |
| Maria-Zell-Weg (Standort)       | Kreuzweg, mit 14 Stationen                              | Eingebettet in Lindenallee, Kalksteinpfeiler, Laternen mit segmentbogigen Bildfeldern und Gusseisenreliefs, 1853 | D-3-74-129-4 Wikidata  | BW   |
| Maria-Zell-Weg 20 (Standort)    | Katholische Wallfahrtskirche Maria-Zell                 | Saalkirche mit Satteldach, Chor seitlich abgerundet, Dachreiter mit Zwiebelhaube, 1760, Sakristei von 1714; mit Ausstattung. Die Fresken über den Ursprung der Wallfahrt: Überfall auf den Reisenden Friedrich Eisenhut in 1714, 4 musizierende Engel sowie 14 monochrome Symbole sind von dem Kunstmaler Josef Wittmann – Maler des Neubarock und gemalt im Jahre 1937 | D-3-74-129-3 Wikidata  | BW   |
| Marktplatz 5 (Standort)         | Heiligenfigur, Madonnenfigur Patrona Bavariae           | Sandstein, farbig gefasst, auf Reliefsockel mit Inschrift, bezeichnet mit „1719“ | D-3-74-129-8 Wikidata  | BW   |
| Marktplatz 8 (Standort)         | Ehemalige Bäckerei                                      | Zweigeschossiger traufständiger Satteldachbau, Fassade mit spätklassizistischen Sandsteingliederungen, neugotische Torflügel, um 1871, Keller mittelalterlich | D-3-74-129-5 Wikidata  | BW   |
| Marktplatz 13 (Standort)        | Wohnhaus                                                | Zweigeschossiger traufständiger Satteldachbau, Sandsteinfassade mit spätklassizistischer Gliederung, um 1871 | D-3-74-129-6 Wikidata  | BW   |
| Marktplatz 30 (Standort)        | Ehemaliges Färberhaus                                   | Zweigeschossiger Halbwalmdachbau mit Gebäudeflügel nach Südwesten, spätbarocke Fassadengliederung und weite Dachauskragung nach Osten, zweites Drittel 18. Jahrhundert, im Kern älter | D-3-74-129-7 Wikidata  | BW   |
| Forst (Standort)                | Forstkapelle                                            | Satteldachbau über rechteckigem Grundriss, 18./19. Jahrhundert; mit Ausstattung | D-3-74-129-9 Wikidata  | BW   |
| Kropfleite ()                   | Kalkofen, Schachtofen, sogenannter Rumfordofen          | zylindrischer Turm mit Eisenreifenarmierungen mit Brennkammer und kegelförmigem Aufsatz, Fa. Prüschenk, 1960 | D-3-74-129-67          |      |

### Altzirkendorf
| Lage                                         | Objekt                        | Beschreibung | Akten-Nr.              | Bild |
| -------------------------------------------- | ----------------------------- | --- | ---------------------- | ---- |
| Dorfstraße 12 (Standort)                     | Wohnstallhaus                 | Zweigeschossiger Steildachbau mit profilierten Fensterrahmungen, 18./Anfang 19. Jahrhundert                               | D-3-74-129-12 Wikidata | BW   |
| Hühnerstauden (Standort)                     | Heiligenhäuschen              | Ädikulaform mit rundbogig abgeschlossener Bildnische, Giebel mit Scheitelzinne, Sandstein, bezeichnet mit „1874“          | D-3-74-129-61 Wikidata | BW   |
| Hühnerstauden; Kreisstraße NEW 44 (Standort) | Bildstock                     | Runder Sandsteinschaft auf Postament, Laterne mit rechteckigem Bildfeld, darüber Gusseisenkruzifix, bezeichnet mit „1919“ | D-3-74-129-14 Wikidata | BW   |
| Steinfichten 1 (Standort)                    | Katholische Kirche Maria Hilf | Saalkirche mit Steildach und eingezogenem Rechteckchor, Dachreiter mit Zwiebelhaube, 1734; mit Ausstattung                | D-3-74-129-11 Wikidata | BW   |
| Steinfichten 1 (Standort)                    | Totengedenkbretter            | Wappenschildform mit Inschriften, nach 1900                                                                               | D-3-74-129-13 Wikidata | BW   |

### Burggrub
| Lage                                       | Objekt                 | Beschreibung                                                | Akten-Nr.              | Bild |
| ------------------------------------------ | ---------------------- | ----------------------------------------------------------- | ---------------------- | ---- |
| Burggrub 9 (Standort)                      | Ehemaliges Schlösschen | Zweigeschossiger Walmdachbau, 17./18. Jahrhundert, erneuert | D-3-74-129-15 Wikidata | BW   |
| Rotleite, nördlich von Burggrub (Standort) | Kilometerstein         | Quader mit Pyramidenabschluss, Sandstein, 19. Jahrhundert   | D-3-74-129-50 Wikidata | BW   |

### Ernstfeld
| Lage                   | Objekt        | Beschreibung                                                                                          | Akten-Nr.              | Bild |
| ---------------------- | ------------- | --- | ---------------------- | ---- |
| Ernstfeld 6 (Standort) | Wegkreuz      | Gusseisenkruzifix auf obeliskartigem Sandsteinsockel, bezeichnet mit „1895“                           | D-3-74-129-17 Wikidata | BW   |
| Ernstfeld 7 (Standort) | Wohnstallhaus | Zweigeschossiger Steildachbau mit Fachwerkgiebeln und gefasten Steingewänden, im Kern 17. Jahrhundert | D-3-74-129-16 Wikidata | BW   |

### Görglas
| Lage                                                                         | Objekt    | Beschreibung | Akten-Nr.              | Bild |
| ---------------------------------------------------------------------------- | --------- | --- | ---------------------- | ---- |
| Erl; In Görglas; Von Görglas nach Asbach; Von Görglas nach Höflas (Standort) | Bildstock | Reliefierter Sandsteinschaft auf Sockel, Laterne mit Kreuzdach und kleinem Gusseisenkruzifix, bezeichnet „1900“ | D-3-74-129-60 Wikidata | BW   |
| Kreuzranken; Von Görglas nach Asbach (Standort)                              | Bildstock | Sandsteinschaft auf Sockel, Laterne mit Kreuzdach und kleinem Gusseisenkruzifix, bezeichnet mit „1893“          | D-3-74-129-18 Wikidata | BW   |

### Heinersreuth
| Lage                                        | Objekt                             | Beschreibung | Akten-Nr.              | Bild                               |
| ------------------------------------------- | ---------------------------------- | --- | ---------------------- | ---------------------------------- |
| Diebsweg; Brunnenlohe (Standort)            | Wallfahrtskirche Mariä Heimsuchung | Saalkirche mit Walmdach und wenig eingezogenem Rechteckchor, Dachreiter mit Spitzhelm, 1737–39; mit Ausstattung Totengedenkbretter, 19./20. Jahrhundert                                                                      | D-3-74-129-19 Wikidata | Wallfahrtskirche Mariä Heimsuchung |
| Fleckeläcker (Standort)                     | Wegkapelle                         | Steildachbau, halbrund geschlossen, 19. Jahrhundert; mit Ausstattung | D-3-74-129-20 Wikidata | BW                                 |
| Heinersreuth 3 (Standort)                   | Wohnstallhaus                      | Eingeschossiger Steildachbau, Sandsteinquader, erste Hälfte 19. Jahrhundert | D-3-74-129-45 Wikidata | BW                                 |
| In Heinersreuth; Heinersreuth 15 (Standort) | Ehemaliges Bauernhaus              | Eingeschossiger Steildachbau, Quadermauerwerk, zum Teil Blockbau, Giebel Fachwerk, 17./18. Jahrhundert Backhaus, Satteldachbau über rechteckigem Grundriss, Quader- und Bruchsteinmauerwerk, wohl 18./Anfang 19. Jahrhundert | D-3-74-129-21 Wikidata | BW                                 |

### Neuzirkendorf
| Lage                                                          | Objekt                       | Beschreibung | Akten-Nr.              | Bild |
| ------------------------------------------------------------- | ---------------------------- | --- | ---------------------- | ---- |
| Geheck; Von Neuzirkendorf über Höflas nach Görglas (Standort) | Bildstock                    | Obeliskartige Sandsteinstele mit rechteckigem Bildfeld und Gusseisenkruzifix, bezeichnet mit „1866“ | D-3-74-129-63 Wikidata | BW   |
| Goldbrunnbachstraße 1 (Standort)                              | Heiligenfigur, Immaculata    | Stein, farbig gefasst, auf gestuftem Sandsteinsockel mit Girlandenrelief, bezeichnet mit „1908“ | D-3-74-129-28 Wikidata | BW   |
| Gänsbühl (Standort)                                           | Heiligenhäuschen             | Ädikulaform mit rundbogig abgeschlossener Bildnische, Giebel mit Scheitelzinne, Sandstein, mit Gusseisenkruzifix, 2. Hälfte 19. Jahrhundert | D-3-74-129-31 Wikidata | BW   |
| Im Enlas (Standort)                                           | Bildstock                    | Bildstock, Sandsteinschaft mit abgefasten Kanten, darauf quaderförmige Laterne mit kleinem Eisenkruzifix, 18./19. Jahrhundert | D-3-74-129-62 Wikidata | BW   |
| Im Letten; Kr NEW 44, an der Straße nach Thurndorf (Standort) | Bildstock                    | Granitschaft, verbreiterte Laterne mit segmentbogigem Bildfeld, 17./18. Jahrhundert | D-3-74-129-30 Wikidata | BW   |
| Kirchplatz 3 (Standort)                                       | Relief                       | Sandsteinrelief Drachenkampf St. Georg, um 1500 | D-3-74-129-26 Wikidata | BW   |
| Kirchplatz 5; Kirchplatz 7 (Standort)                         | Katholische Kirche St. Georg | Saalkirche mit Walmdach und wenig eingezogenem Langhaus, im Kern wohl romanisch, im 14. und 18. Jahrhundert erneuert, Chor ursprünglich wohl 14. Jahrhundert, Turm mit Zwiebelhaube und Laterne, Sandsteinquader, 1734; mit Ausstattung Friedhofsmauer, wohl 18./19. Jahrhundert Skulpturfragment, wohl schlafender Jünger, Sandstein, wohl 17./18. Jahrhundert | D-3-74-129-23 Wikidata | BW   |
| Zirkendorfer Straße 11 (Standort)                             | Wohnhaus einer Hofanlage     | Zweigeschossiger kubusartiger Walmdachbau, Sandsteinquader mit Gesimsgliederung, um 1800 | D-3-74-129-25 Wikidata | BW   |
| Zirkendorfer Straße 13 (Standort)                             | Ehemaliger Pfarrhof          | Eingeschossiger Schopfwalmdachbau, Sandsteinquader, Mitte 19. Jahrhundert | D-3-74-129-27 Wikidata | BW   |
| Sonnenleite 1 (Standort)                                      | Bildstock                    | Schlanker Sandsteinschaft, Laterne mit rundbogiger Bildöffnung, bezeichnet mit „1764“, darauf Gusseisenkruzifix, wohl 19. Jahrhundert | D-3-74-129-29 Wikidata | BW   |

### Putzmühle
| Lage                   | Objekt                                            | Beschreibung | Akten-Nr.              | Bild           |
| ---------------------- | ------------------------------------------------- | --- | ---------------------- | -------------- |
| Weißenbrunn (Standort) | Wallfahrtskirche St. Laurentius am Weißen Brunnen | Saalkirche mit Walmdach und wenig eingezogenem, fünfseitig geschlossenem Chor, Dachreiter mit Zwiebelhaube, 1736–39 von Balthasar Neumann; mit Ausstattung Brunnenkapelle, Satteldachbau über rechteckigem Grundriss, Sandsteinquader, bezeichnet mit „1848“ | D-3-74-129-32 Wikidata | weitere Bilder |

### Sorg
| Lage                                                        | Objekt          | Beschreibung                                                                | Akten-Nr.     | Bild |
| ----------------------------------------------------------- | --------------- | --------------------------------------------------------------------------- | ------------- | ---- |
| Bahnlinie Nürnberg - Schirnding (Bahn-km 81,239) (Standort) | Wasserdurchlass | ca. 35 m langer, gemauerter Durchgang mit geradem oberen Abschluss, um 1900 | D-3-74-129-68 | BW   |

### Tagmanns
| Lage                   | Objekt             | Beschreibung | Akten-Nr.              | Bild |
| ---------------------- | ------------------ | --- | ---------------------- | ---- |
| Tagmanns 1 (Standort)  | Bildstock          | Sandsteinschaft auf Sockel, Laterne mit Kreuzdach, darauf Gusseisenkruzifix, bezeichnet mit „1904“                                               | D-3-74-129-34 Wikidata | BW   |
| Tagmanns 13 (Standort) | Ehemaliges Schloss | Zweigeschossiger traufständiger Steildachbau mit profilierten Fensterrahmungen, 16./17. Jahrhundert, im Spätbarock und in jüngerer Zeit erneuert | D-3-74-129-33 Wikidata | BW   |

### Thurndorf
| Lage                                                                                   | Objekt                                     | Beschreibung | Akten-Nr.              | Bild           |
| -------------------------------------------------------------------------------------- | ------------------------------------------ | --- | ---------------------- | -------------- |
| Hauptstraße (Standort)                                                                 | Maria-Hilf-Kapelle                         | Langgestreckter Satteldachbau, segmentbogig geschlossen, Dachreiter mit Zwiebelhaube, bezeichnet mit „1717“; mit Ausstattung | D-3-74-129-38 Wikidata | BW             |
| Hauptstraße 12 (Standort)                                                              | Heiligenfigur, heiliger Johann von Nepomuk | Sandstein, farbig gefasst, auf reliefiertem Sockel mit geschweiftem Abschluss, bezeichnet mit „1729“ | D-3-74-129-37 Wikidata | BW             |
| Hauptstraße 12 (Standort)                                                              | Katholische Pfarrkirche St. Jacobus Maior  | Saalkirche mit Steildach und dreiseitig geschlossenem Chor, Westturm mit Zwiebelhaube und Spitzhelm, um 1760; mit Ausstattung Kriegerdenkmal für die Gefallenen des Ersten Weltkriegs, Quader mit Helmrelief und Lorbeerkranz, mit geschweifter Haube und Balkenkreuzbekrönung, wohl 1920er Jahre | D-3-74-129-36 Wikidata | weitere Bilder |
| Jakobusstraße 8 (Standort)                                                             | Wohnstallhaus                              | Zweigeschossiger Walmdachbau, Sandsteinquader mit Gliederungen, zweite Hälfte 18. Jahrhundert | D-3-74-129-39 Wikidata | BW             |
| Kalvarienberg (Standort)                                                               | Kalvarienbergkirche                        | Quadratischer Zentralbau mit Mansardwalmdach und geschweiftem Chorschluss, Dachreiter mit Spitzhelm, Sandsteinquader, 1752; mit Ausstattung | D-3-74-129-42 Wikidata | BW             |
| Hausleite; Kalvarienberg; Von Thurndorf Kreisstraße NEW 43 nach Sassenreuth (Standort) | Kreuzwegstationen                          | Bildstock, reliefierter Sandsteinquader mit halbrundem Abschluss auf Stufensockel, darauf kleines Gusseisenkruzifix, um 1910 | D-3-74-129-43 Wikidata | BW             |
| Turmgasse (Standort)                                                                   | Ruine                                      | Rest des Wehrturms der Burg Thurndorf, Buckelquader und Bruchstein, wohl 12./13. Jahrhundert | D-3-74-129-44 Wikidata | BW             |

## Ehemalige Baudenkmäler
In diesem Abschnitt sind Objekte aufgeführt, die früher einmal in der Denkmalliste eingetragen waren, jetzt aber nicht mehr. Objekte, die in anderem Zusammenhang – also z. B. als Teil eines Baudenkmals – weiter eingetragen sind, sollen hier nicht aufgeführt werden. Aktennummern in diesem Abschnitt sind ehemalige, jetzt nicht mehr gültige Aktennummern.

| Lage                                             | Objekt                        | Beschreibung                                   | Akten-Nr.              | Bild |
| ------------------------------------------------ | ----------------------------- | ---------------------------------------------- | ---------------------- | ---- |
| Kirchenthumbach Eschenbacher Straße 5 (Standort) | Hausfigur                     | Heilige Elisabeth, um 1900                     | D-3-74-129-2 Wikidata  | BW   |
| Heinersreuth Weg zur Marienkirche (Standort)     | Steinkreuz                    | Bezeichnet mit „1625“; am Weg zur Marienkirche | D-3-74-129-22 Wikidata | BW   |
| Thurndorf Hauptstraße 6 (Standort)               | Türrahmung                    | Bezeichnet mit „1798“                          | D-3-74-129-35 Wikidata | BW   |
| Thurndorf Jakobusstraße 22 (Standort)            | Holzgeschnitztes Hauskruzifix | Im Inneren                                     | D-3-74-129-41 Wikidata | BW   |